# Fenestrulina multicava
Fenestrulina multicava är en mossdjursart som beskrevs av Gordon 1989. Fenestrulina multicava ingår i släktet Fenestrulina och familjen Microporellidae. Inga underarter finns listade i Catalogue of Life.